# Morte di Hedviga Golik
Hedviga Golik (Fiume, 1924 – Zagabria, 1966) è stata una donna croata che morì per cause naturali sconosciute da sola nel suo appartamento. Il suo corpo rimase indisturbato per 42 anni fino al suo ritrovamento, avvenuto il 12 maggio 2008..

## Biografia
Golik era un'infermiera che viveva nel quartiere Medveščak di Zagabria, vicino a Gupčeva zvijezda. Dal 1961 viveva in un monolocale mansardato di 18 m², isolato dai piani inferiori di un edificio di quattro piani. Il suo ultimo lavoro era stato presso il Centro Sanitario Trešnjevka. L'appartamento le era stato fornito dal custode dell'edificio, Hinković, che in precedenza era stato il suo fidanzato. Entrambi erano testimoni di Geova ed egli aveva apparentemente partecipato alla costruzione dell'edificio, ricevendo l'appartamento mansardato in cambio di un compenso. Si sapeva che ella aveva una sorella, che lavorava come insegnante a Zagabria, ma a quanto pare avevano interrotto i rapporti a causa di litigi.
Una vicina, Katica Carić, ha descritto Golik come eccentrica e incline agli sbalzi d'umore. Alternava momenti di calma e riservatezza a momenti di estrema aggressività e frenesia. Non socializzava mai con gli altri residenti, ma era nota per urlare senza motivo e correre senza meta per le strade. Aveva frequenti scoppi d'ira, anche quando veniva aiutata, e si sospettava che fosse schizofrenica. Carić faceva commissioni per lei, come la spesa, ma non si parlavano mai perché Golik non usciva mai dal suo appartamento, calando invece un secchio di soldi e una lista scritta giù per le scale con gli articoli da consegnare a casa sua. Golik spesso spariva per lunghi periodi, durante i quali affittava l'appartamento ad altri. Carić affermò di aver visto Golik l'ultima volta fuori dal suo appartamento in compagnia di due o tre giovani, indicando come anno della sua partenza il 1963, il 1967 o il 1973.

## Morte e speculazioni
Nel 1966 Golik si preparò una tazza di tè e si sedette a guardare la televisione nel suo appartamento. A un certo punto morì. Aveva detto ai vicini che sarebbe stata assente a tempo indeterminato. Circolavano voci secondo cui si fosse unita a una setta nella Repubblica Socialista di Macedonia, mentre altri presumevano che si fosse trasferita a vivere con dei parenti a Belgrado. Gli inquilini non entrarono nell'appartamento di Golik, affermando, dopo il ritrovamento del suo corpo: "Avevamo paura di entrare per primi nell'appartamento per non violare il contratto di locazione".
La polizia di Zagabria dichiarò che Golik non era mai stata ufficialmente denunciata come scomparsa, ma che possedevano la documentazione della sua scomparsa da un vicino risalente al 1973. Una ricerca informale di Golik in tutta la Jugoslavia, all'inizio degli anni '70, non ebbe successo. Nessun familiare si fece mai avanti.
A quanto pare, gli inquilini vennero a conoscenza della morte di Golik già nel 1981, quando estinsero un mutuo. Tuttavia, il decesso non fu denunciato, poiché i vicini litigavano su chi sarebbe stato il proprietario dell'appartamento di Golik. Gli inquilini credevano di avere diritto ad almeno 1 m² ciascuno. Alcuni sostenevano che l'appartamento non fosse suo, ma la disputa privata continuò. Nel 1991, il rappresentante degli inquilini Mirko Horvatić segnalò alle autorità cittadine che l'appartamento era stato abbandonato, ma non ricevette alcuna risposta a causa dello scoppio delle guerre jugoslave. Contraddicendo le successive affermazioni della polizia, Horvatić affermò che Golik era scomparsa da 25 anni. Nel 1998, qualcuno affisse il seguente biglietto manoscritto sulla porta d'ingresso dell'appartamento, firmato "Città di Zagabria, Commissione del Censimento":
Ai sensi della legge sulle successioni degli inquilini, H. Golik è rimasta senza proprietà e senza eredità. Fino alla cessazione dei diritti di proprietà, gli inquilini non possono disporre dell'appartamento e qualsiasi tentativo di disporne costituisce un reato.
Il vero autore del messaggio era un condomino anonimo, ma i vicini ci credettero e smisero di cercare di reclamare l'appartamento.

## Scoperta del corpo
Nel 2008 il complesso edilizio sarebbe stato ristrutturato e convertito in un condominio, con il consenso dei residenti. Solo Golik non ha risposto alla richiesta. Il 12 maggio 2008 tre agenti hanno sfondato la porta della soffitta e hanno trovato il cadavere di Golik, seduto sulla poltrona, davanti alla TV. La tazza da tè da cui aveva bevuto era ancora su un tavolo accanto alla sedia. Nulla nella sua casa era stato toccato, sebbene l'appartamento fosse adornato da numerose ragnatele. La polizia ha successivamente rimosso il corpo dall'appartamento. L'autopsia non è stata in grado di determinare la causa del decesso, né il periodo esatto. Inizialmente, si riteneva che l'anno del decesso fosse il 1973. L'Istituto di Medicina Legale e Criminale ha eseguito un'autopsia, concludendo che il decesso molto probabilmente si è verificato durante la stagione fredda e che la posizione isolata dell'appartamento ha permesso alla decomposizione di passare inosservata fino alla mummificazione. Sebbene le finestre dell'appartamento siano state trovate aperte, Davor Strinović, vice rappresentante dell'istituto, ha affermato che l'odore di marcio avrebbe dovuto essere percepibile nelle prime fasi, mentre i vicini hanno affermato che si è manifestato solo quando l'appartamento è stato aperto. Un portavoce della polizia ha dichiarato: "Finora, non abbiamo idea di come sia possibile che una persona ufficialmente segnalata come scomparsa così tanto tempo fa non sia stata ritrovata prima nello stesso appartamento in cui viveva". La corrente elettrica non è stata interrotta nei circa 40 anni trascorsi dalla morte di Golik. La bolletta è stata regolarmente pagata dall'architetto originario dell'edificio, anch'egli residente a Zagabria, deceduto tre mesi prima.

## Sviluppi successivi
Il corpo di Golik fu sepolto il giorno successivo. La sua storia fu ripresa dai media di tutto il mondo.